# Прыжок тигра
Прыжок тигра (эст. Tiigrihüpe) — государственный проект, осуществляемый Эстонской Республикой, направленный на инвестирование средств в развитие и расширение компьютерной и сетевой инфраструктуры в Эстонии, с особым акцентом на образовании. Проект был впервые предложен в 1996 году Тоомасом Хендриком Ильвесом, тогдашним послом Эстонии в США и будущим президентом Эстонии, и Яаком Аавиксоо, тогдашним министром просвещения. Проект был объявлен Леннартом Мери, президентом Эстонии, 21 февраля 1996 года. Средства для финансирования Tiigrihüpe впервые были выделены в национальный бюджет 1997 года.
Главным важным эффектом проекта было предоставление доступа к Интернету для всех школ Эстонии, что завершит использование технологии UUCP в Эстонии, в сочетании с установкой компьютерных классов в большинстве школ, и замене уже существующих компьютерных парков на основе IBM PC. Из-за экономического и технологического отставания, ОС CP/M, предназначенная для 8-разрядных компьютеров, была не редкостью в эстонских школах середины 1990-х годов.
После массированной кибератаки на электронные сети Эстонии в 2007 (по многочисленным утверждениям, проведённой российскими правительственными структурами), в военную доктрину страны было введено понятие электронной безопасности. Достижения в этой сфере привели к открытию в Таллине объединенного центра НАТО в сфере электронной защиты (NATO Cooperative Cyber Defence Centre of Excellence). Этот проект называют «Защита тигра» (эст.  Tiigrikaitse) по аналогии с «Прыжком тигра».
В 2012 году в Эстонии были запущены еще две программы технологического образования. Во-первых, программа ProgeTiger для повышения технологической грамотности и цифровой компетентности преподавателей и студентов, и IT Academy – программа сотрудничества и развития между государством, компаниями сектора ИКТ и университетами, направленная на повышение качества высшего ИКТ образование.